# Sacal Borincano
Die Sacal Borincano war das erste größere seegehende Frachtschiff aus Aluminium.

## Geschichte
Das RoRo-Fährschiff Sacal Borincano wurde 1967 auf der Werft American Marine Corporation in New Orleans im Auftrag der United Tanker Corporation gebaut. Es war nach der Ablieferung im Mai 1967 für den Dienst zwischen Miami und San Juan für die South Atlantic & Caribbean Line vorgesehen. Schon 1968 erhielt die Fähre ein längeres Mittelschiff und blieb danach rund fünf Jahre im Dienst der Auftraggeber. Danach wurde das Schiff an die Reederei Ocean Trailer Transport Corporation verkauft und fuhr ab 1973 zunächst für kurze Zeit als Pyramid Vega und später im Jahr 1973 unter dem neuen Namen Siboney. Seit 1980 war es im Besitz der argentinischen Reederei Ferry Lineas Argentinas, wo es bis zum Jahr 2007 in Fahrt blieb. Seit dem Juli 2010 ist der Verbleib unbekannt und im Februar 2012 wurde das Schiff aus dem Register gelöscht.

## Technik
Das Leerschiffsgewicht des Schiffes lag bei 1600 Tonnen. Die Aufbauten des Schiffes lagen mittschiffs und bildeten eine Durchfahrt für die Fahrspuren des Wetterdecks. Der Antrieb des Schiffes bestand aus zwei Sechzehnzylinder-Viertakt-Dieselmotoren des Typs General Motors 16-278A, die über ein Reduziergetriebe auf eine Welle wirkten. Für den Ladungsumschlag über das Heck wurden zwei landseitige Rampen benötigt. Die Heckpforte wurde für die Beladung der unteren Decks geöffnet und für die Beladung des Wetterdecks geschlossen.